# أندرو مارتن
أندرو مارتن (بالإنجليزية: Andrew Martin)‏ هو سياسي أمريكي، ولد في 19 فبراير 1964 بنيوآرك في الولايات المتحدة. حزبياً، نشط في الحزب الديمقراطي. وقد انتخب عضو المجلس النيابي لولاية نيفادا.